# Grethe Bartram
Maren Margrethe "Grethe" Bartram (senare med namnet Maren Margrethe Thomsen), född 23 februari 1924 i Århus, död 23 januari 2017 i Vessigebro i Halland, var en dansk kollaboratör som angav personer från motståndsrörelsen till tyskarna under ockupationen av Danmark vilket ledde till att mellan 40 och 50 personer fängslades, varav åtta eller nio avrättades. Efter ockupationen dömdes hon 1946 till döden för dessa brott, men 1947 blev straffet efter benådning ändrat till livstids fängelse. Hon var den sista dödsdömda kvinnan i Danmark. Hon släpptes 1956 och  bosatte sig då i Vessigebro i Halland. Hon blev svensk medborgare på 1960-talet.

## Biografi
Grethe Bartram växte upp i Århus i en kommunistisk familj. Hennes far var cykelreparatör. Som 16-åring blev hon gravid och gifte sig 1941. Under kriget hamnade hennes make på sjukhus under nästan ett år efter en svår olycka. På grund av detta levde hon och sonen under svåra ekonomiska förhållanden och detta är orsaken som hon själv uppgett till att hon började ange kommunistiska motståndsmän som hon lärt känna genom sin familj. Första tillfället var 1942 då hon gick till polisen och berättade vilka som låg bakom en brand mot en textilfirma som sydde tyska uniformer. Hon ska ha belönats med 1000 danska kronor men det resulterade även i att hennes bror fängslades. Redan under kriget skilde hon sig från sin make och lämnade bort sonen. Kring 1944 var hon inbegripen i ett allt mer djupgående samarbete med Gestapo och underrättelsemannen Hermann Rothenberg. Efter att ha avslöjats råkade hon den 12 december 1944 ut för ett avrättningsförsök i centrala Århus, då hon av danska kommunister sköts i nacken. Dock klarade hon sig utan några fysiska men.
Efter krigsslutet dömdes hon 1945 till döden som "storstikkeren", storangivaren. Straffet omvandlades dock till livstids fängelse och efter tio år på danska Horseröd frigavs hon. Fängelseprästen hjälpte henne till ett nytt liv i halländska Vessigebro där hon bytte namn till Margrethe Thomsen. I Vessigebro levde hon tillsammans med Gudrun Odhquist och tillsammans drev de kraftverket i Lillån i Vessige. Utöver detta blev hon känd som en av Sveriges bästa flugbindare och drev tillsammans med Gudrun Odhquist företaget EM-TE i Vessingebro som sålde flugfiskematerial via postorder. Företaget grundade de kring 1969 då de länge haft flugfiske som hobby. Eftersom Odhquist var textilingenjör och de tidigare tillverkat textilier i lokalerna i den nedlagda kvarnen var steget inte så långt. Kraftverket togs senare över på 1980-talet och Odhquist dog på 1990-talet varefter Bartram/Thomsen levde ensam. Den sista tiden bodde hon på Älvgårdens äldreboende i Vessigebro där hon dog 93 år gammal 2017.